# Cryptococcus diffluens
Cryptococcus diffluens är en svampart som först beskrevs av Zach, och fick sitt nu gällande namn av Lodder & Kreger-van Rij 1952. Cryptococcus diffluens ingår i släktet Cryptococcus och familjen Tremellaceae.   Inga underarter finns listade i Catalogue of Life.